# Lunfardo
Lunfardo – żargonowa forma języka hiszpańskiego używana w Buenos Aires.
Lunfardo kształtowało się na przełomie XIX i XX wieku, głównie w dzielnicach portowych stolicy Argentyny. Miało to związek z masowym napływem do miasta europejskich imigrantów – dialekt powstał z przemieszania słów hiszpańskich z językami przybyszy (głównie włoskim), niektóre terminy zostały zapożyczone z języka gauchów lub powstały z przestawienia liter (sylab). Początkowo lunfardo było językiem biedoty (a także kryminalnego półświatka), jednak stopniowo stało się integralną częścią oficjalnego języka estuarium La Platy.
Lunfardo jest chętnie wykorzystywane w tekstach tang.